# Peradectes
Il peradecte (gen. Peradectes) è un mammifero estinto, appartenente ai marsupiali. Visse tra il Paleocene inferiore e l'Eocene medio (circa 65 - 43 milioni di anni fa) e i suoi resti fossili sono stati ritrovati in Europa e in Nordamerica.

## Descrizione
Questo animale doveva assomigliare molto a un piccolo opossum sudamericano (gen. Marmosa); La lunghezza del corpo non doveva superare i 10 centimetri, mentre quella della coda poteva sfiorare i 20 centimetri. Peradectes, come molte forme attuali, era dotato di una coda molto lunga e probabilmente prensile, come indicato dalla struttura delle vertebre caudali. Rispetto ad altre forme simili ma più antiche (come Alphadon e Albertatherium), Peradectes mostra una riduzione di tutte le cuspidi stilari dei molari. 

## Classificazione

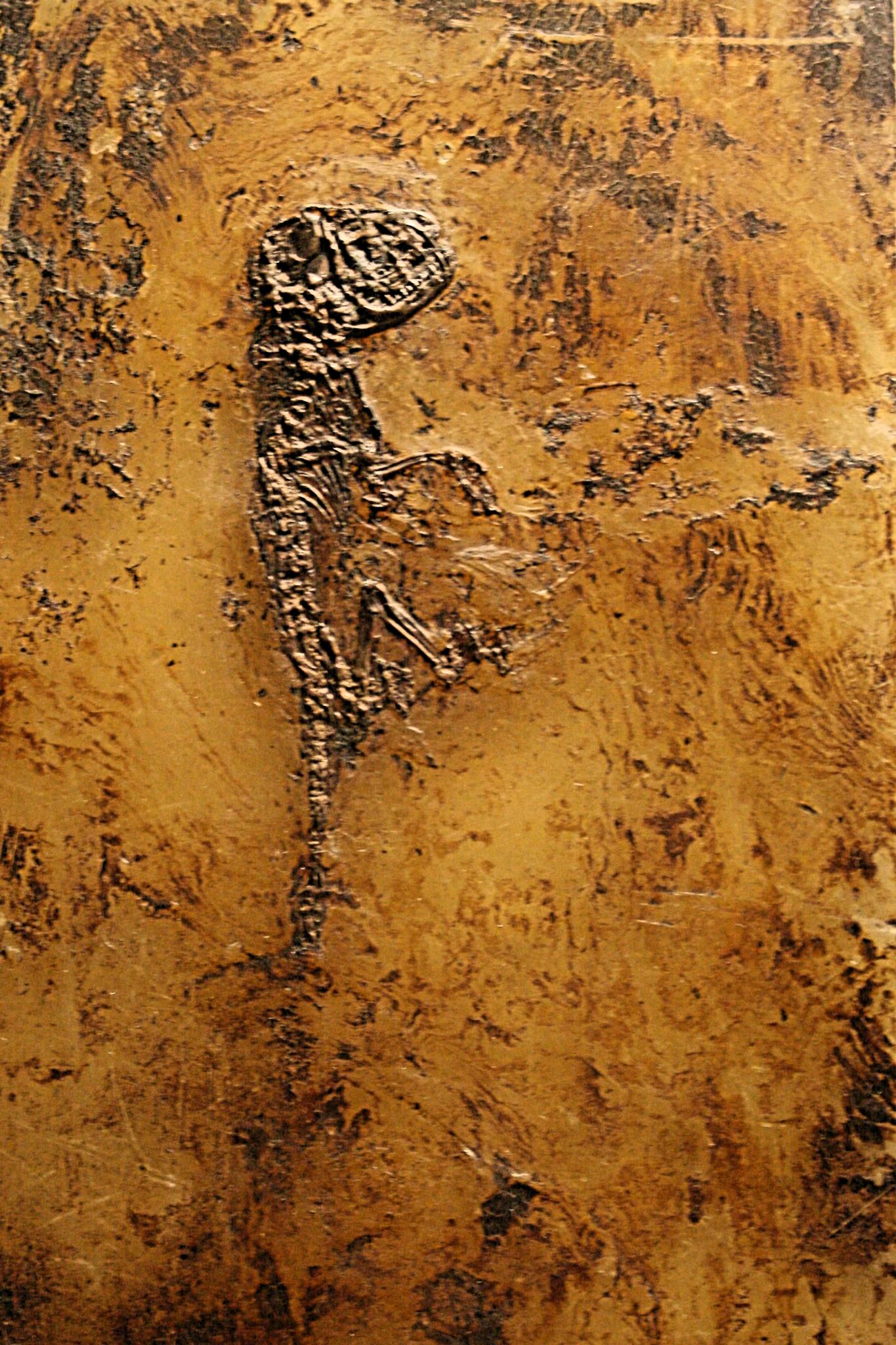
Fossile di Peradectes proveniente da Messel

Peradectes venne descritto per la prima volta nel 1921 da Matthew e Granger, sulla base di fossili ritrovati in Nordamerica in strati del Paleocene superiore. La specie tipo è Peradectes elegans, molto diffusa nel Paleocene superiore nordamericano (Alberta, Montana, Colorado, North Dakota, Wyoming). La specie Peradectes minor, risalente al Paleocene inferiore del Montana, è considerata uno dei più antichi membri dei marsupiali propriamente detti (Clemens, 2006). Altre specie nordamericane sono P. californicus, P. chesteri, P. coprexeches, P. gulottai, P. protinnominatus. In Europa sono noti fossili di Peradectes principalmente in Francia e in Germania, ma non sono stati attribuiti ad alcuna specie nota. In particolare, i fossili tedeschi provengono dal giacimento a conservazione eccezionale di Messel e sono pressoché completi, con tanto di impronta dei tessuti molli. 
Peradectes è un membro dei Notometatheria, il gruppo di marsupiali americani attualmente rappresentati dagli opossum. Sembra che Peradectes e le forme affini (Peradectidae) si siano evoluti da antenati del Cretaceo come Alphadon.

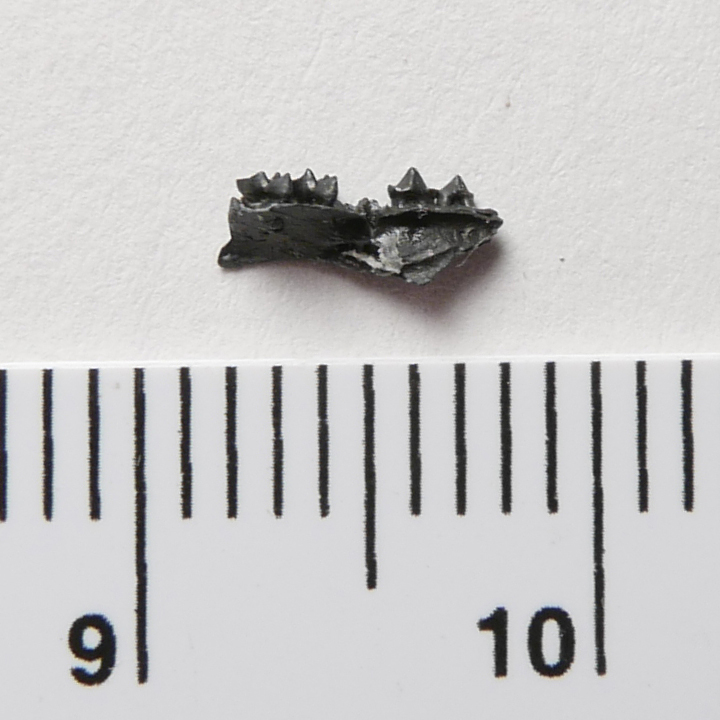
Mandibola di Peradectes gulottai

## Paleobiologia
Peradectes mostra caratteristiche dello scheletro compatibili con uno stile di vita arboricolo. La lunga coda prensile doveva essere molto utile per spostarsi fra i rami, e la sua dieta doveva essere onnivora o insettivora.